# Ebonyi
Ebonyi és un estat de la regió cultural d'Igboland, al sud-est de Nigèria. La majoria de la seva població són igbos. La seva capital i ciutat més poblada és Abakaliki. EDDA, Mgbo, Onueke, Ezzamgbo, Nkalagu, Uburu, Onicha, Ishiagu (seu de l'Institut Federal d'Agricultura de Nigèria), Ukawu, Amasiri i Okposi són ciutats més destacades d'Ebonyi. És un dels sis estats nigerians que va crear el govern de Sani Abacha l'any 1996. Aquest estat abans era part de l'Estat d'Enugu. El 2007 Martin (PDP)fou elegit com el governador d'Ebonyi.
A Ebonyi s'hi parlen nou llengües igboides: l'Afikpo, l'Mgbo, l'Izzi, l'Ezaa, l'Ikwo, el Kukele, el Legbo, l'Mbembe i l'Oring. Totes aquestes llengües són sub-grups de la llengua igbo, que és la llengua majoritària d'Igboland, al sud-est de Nigèria.
A Ebonyi hi ha quatre universitats: la Universitat Estatal d'Ebonyi (a Abakaliki), l'Akanu Ibiam Federal Polytechnick (a Unwana), la Federal School of Agriculture (a Ishiagu) i l'Ebonyi State College of Education (a Ikwo).

## Geografia, població i economia

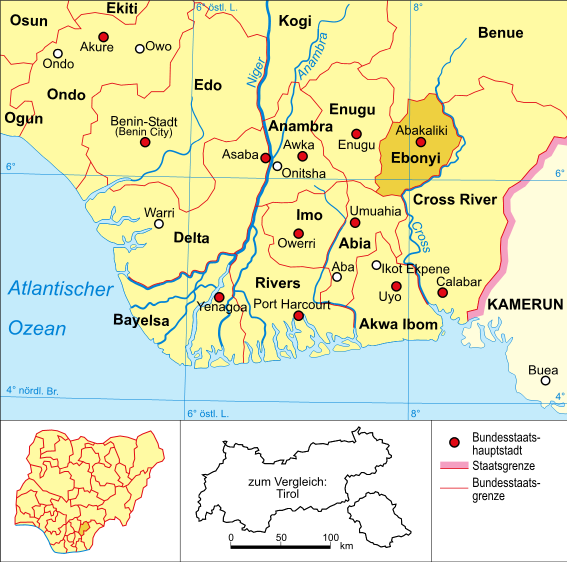
Mapa de Nigèria amb l'estat d'Ebonyi marcat

Ebonyi limita amb Benue-Plateau al nord; Cross River a l'oest; l'Estat d'Enugu a l'oest; i Abia al sud.
El 25% de la població viu en zones urbanes.
L'estat té una economia eminentment agrària. S'hi produeix arròs, nyam, patates, blat de moro, fava del nou món (bean en anglès) i tapioca. A la ciutat d'EDDA hi predomina el nyam i l'arròs. Ebonyi té molts recursos minerals (sal, zinc, plom, pedra calcària, granit, argila refractària i guix) però la producció minera no hi està gaire desenvolupada. Tot i això, l'estat ha incentivat les inversions en el sector agro-alimentari. Ebonyi té el sobrenom de the salt of the nation (la sal de la nació) pels dipòsits salins que hi ha a Okposi i al llac Uburu Salt.
Més del 75% dels treballadors treballen en l'agricultura. També és destacable l'activitat minera. El boom del petroli va afectar negativament l'economia de l'estat perquè es va invertir més a altres zones de Nigèria.
A Ebonyi hi ha onze reserves naturals oficials, entre les quals destaca la Akanto Game Reserve, que té una superfície de 450 hectàrees.

## Història
A finals 2011 es van produir enfrontaments entre els ezzes (sub-grup dels igbos i els ezilos per una disputa per les terres. Es considera que en aquest conflicte van morir almenys 50 persones.

## Àrees de Govern Local
Ebonyi està dividida en tretze LGAs: Abakaliki, Afikpo North, Afikpo South, Ebonyi, Ezza North, Ezza South, Ikwo, Ishielu, Ivo, Izzi, Ohaozara, Ohaukwu i Onicha.

## Llengües
A Ebonyi s'hi parlen cinc llengües:
- Izi-ezaa-ikwo-mgbo. A les LGAs d'Abakaliki, Ezza, Ohaozara i Ishielu.
- Kukele a la LGA d'Abakaliki.
- Legbo a la LGA d'Afikpo.
- Mbembe, Cross River, a la LGa d'Abakaliki.
- Oring a la LGA d'Ishielu.

## Persones notables
- Chris Abani, autor literari, novel·lista i poeta.[8]
- Frank Ogbuewu, polític i diplomàtic. Antic Ministre Federal de Cultura i Turisme de Nigèria.
- Prince Nico Mbarga, músic, cantant i productor musical.[9]